# Norbert Röttgen
Norbert Alois Röttgen (Meckenheim, 2 luglio 1965) è un politico tedesco, ministro dell'Ambiente, della Conservazione della Natura e della Sicurezza Nucleare nel governo Merkel II.
Membro del Bundestag dal 1994, dal 2005 è whip (controllore del lavoro che svolgono i deputati) del suo partito, l'Unione Cristiano Democratica. Dal 2010 è vicepresidente federale del partito.
Ha ricoperto la carica di Ministro federale dell'ambiente dal 28 ottobre 2009 al 16 maggio 2012, all'interno del secondo governo Merkel.
È stato sostituito in seguito alla sconfitta elettorale subita nelle elezioni amministrative del 2012 in Renania Settentrionale-Vestfalia, dove era capolista per la CDU.